# Shillingford St. George
Shillingford St. George – wieś i civil parish w Anglii, w Devon, w dystrykcie Teignbridge. W 2011 civil parish liczyła 382 mieszkańców. Shillingford St. George jest wspomniana w Domesday Book (1086) jako Esselingeforde/Esselingaforda/Selingeforde/Selingeforda.